# القاعة متعددة الاختصاصات برادس
القاعة متعددة الاختصاصات برادس أو القاعة الرياضية برادس (بالفرنسية: Salle Omnisport de Rades)‏ وسابقا قصر الرياضة 7 نوفمبر هي قاعة رياضية تونسية تقع في مدينة رادس في ضواحي تونس العاصمة. تقع القاعة في قلب المدينة الرياضية برادس، وكذلك بجانب الملعب الأولمبي برادس. تم إنشاء القاعة بمناسبة بطولة العالم لكرة اليد للرجال 2005 المقامة في تونس ويتسع أنذاك ل000 14 شخص. استضافت أيضا بطولة أفريقيا لكرة اليد للرجال في 2006، وكذلك يستقبل سنويا نهائي كأس تونس لكرة اليد.
في 2014 شهدت أشغال توسعة وتم افتتاحه ثانية في يوليو 2015 بطاقة استيعاب 000 17 وفي أغسطس 2015 استقبلت بطولة أمم أفريقيا لكرة السلة 2015. قبل الثورة التونسية، استقبلت القاعة اجتماعات حزب التجمع الدستوري الديمقراطي الحاكم والذي يرأسه الرئيس زين العابدين بن علي، ولذلك كانت تسمى قصر الرياضة 7 نوفمبر، وذلك في إشارة إلى إنقلاب 7 نوفمبر 1987 الذي وصل به بن علي للحكم. ولكن بعد الثورة التونسية، أصبح إسمها القاعة متعددة الاختصاصات برادس.

## مقالات ذات صلة
- المدينة الرياضية برادس

## روابط خارجية
- الموقع الرسمي للحي الوطني الرياضي.
- الموقع الرسمي لوزارة الشباب والرياضة.